# كارد ووكر
كارد ووكر (بالإنجليزية: Card Walker)‏ هو شخصية أعمال أمريكي، ولد في 9 يناير 1916 في ريكسبورغ في الولايات المتحدة، وتوفي في 28 نوفمبر 2005 في كاليفورنيا في الولايات المتحدة.

## وصلات خارجية
- كارد ووكر على موقع IMDb (الإنجليزية)